# Rue Maurice-Denis
La rue Maurice-Denis est une voie située dans le quartier des Quinze-Vingts du 12e arrondissement de Paris.

## Situation et accès
La rue Maurice-Denis est accessible à proximité par les lignes de métro 1 et 14 à la station Gare de Lyon.

## Origine du nom
Elle porte le nom du peintre, décorateur, dessinateur, graveur et écrivain français Maurice Denis (1870-1943), qui a fait la décoration du plafond du théâtre des Champs-Élysées.

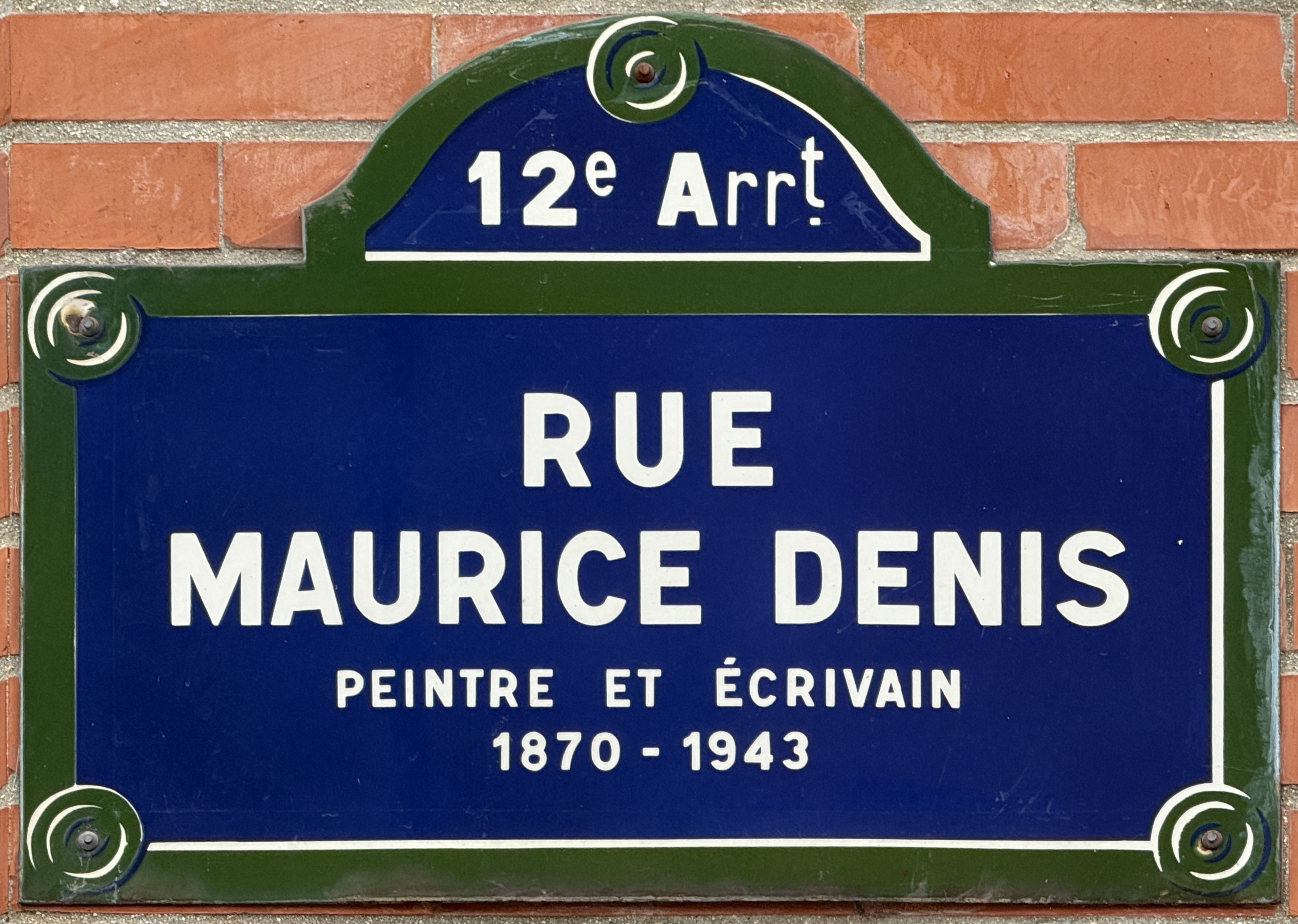
Plaque de rue de la rue Maurice-Denis.
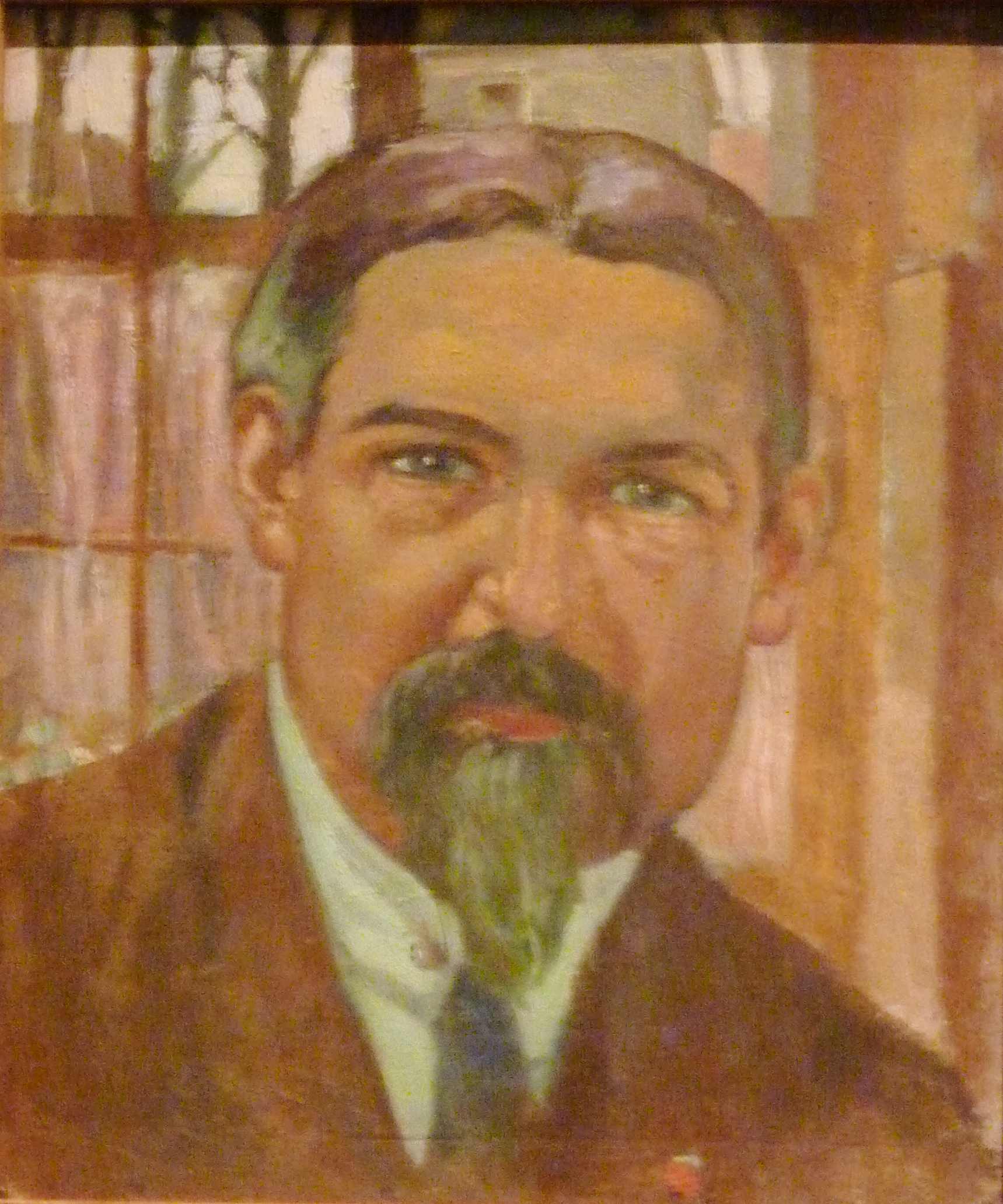
Autoportrait de Maurice Denis.

## Historique
La voie est créée dans le cadre de l'aménagement de l'îlot Chalon sous le nom provisoire de « voie AY/12 » et prend sa dénomination actuelle par arrêté municipal du 28 décembre 1987.